# مونته‌فورته ایرپینو
مونته‌فورته ایرپینو (به ایتالیایی: Monteforte Irpino) یک کومونه در ایتالیا است که در استان آولینو واقع شده‌است. مونته‌فورته ایرپینو ۲۶٫۷۰ کیلومترمربع مساحت و ۱۰٬۴۱۵ نفر جمعیت دارد و ۵۰۲ متر بالاتر از سطح دریا واقع شده.